# (3488) Brahic
(3488) Brahic (1980 PM) – planetoida z grupy pasa głównego asteroid okrążająca Słońce w ciągu 4,21 lat w średniej odległości 2,61 j.a. Odkrył ją Edward Bowell 8 sierpnia 1980 roku.